# Zhoř (Červené Janovice)
Zhoř (německy Shorsch) je vesnice, část obce Červené Janovice v okrese Kutná Hora. Nachází se asi dva kilometry jihovýchodně od Červených Janovic.
Zhoř leží v katastrálním území Zhoř u Červených Janovic o rozloze 3,73 km².

## Historie
První písemná zmínka o vesnici pochází z roku 1358.
Roku 1950 získala obec vzniklá sloučením Bludova a Zhoře název Zhoř. Dnes je Bludov opět samostatnou obcí a Zhoř částí Červených Janovic.

## Galerie

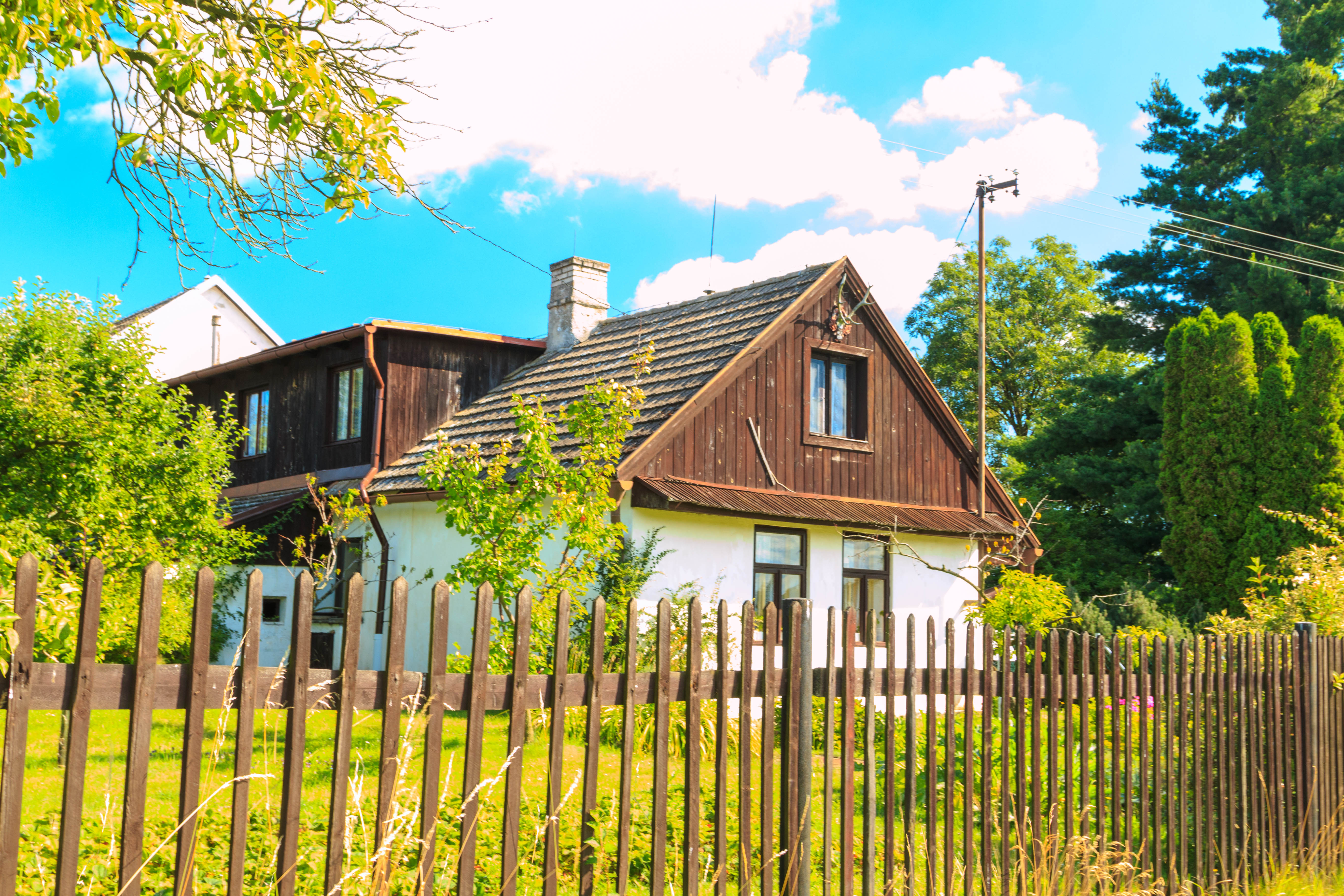
Zhoř čp. 28
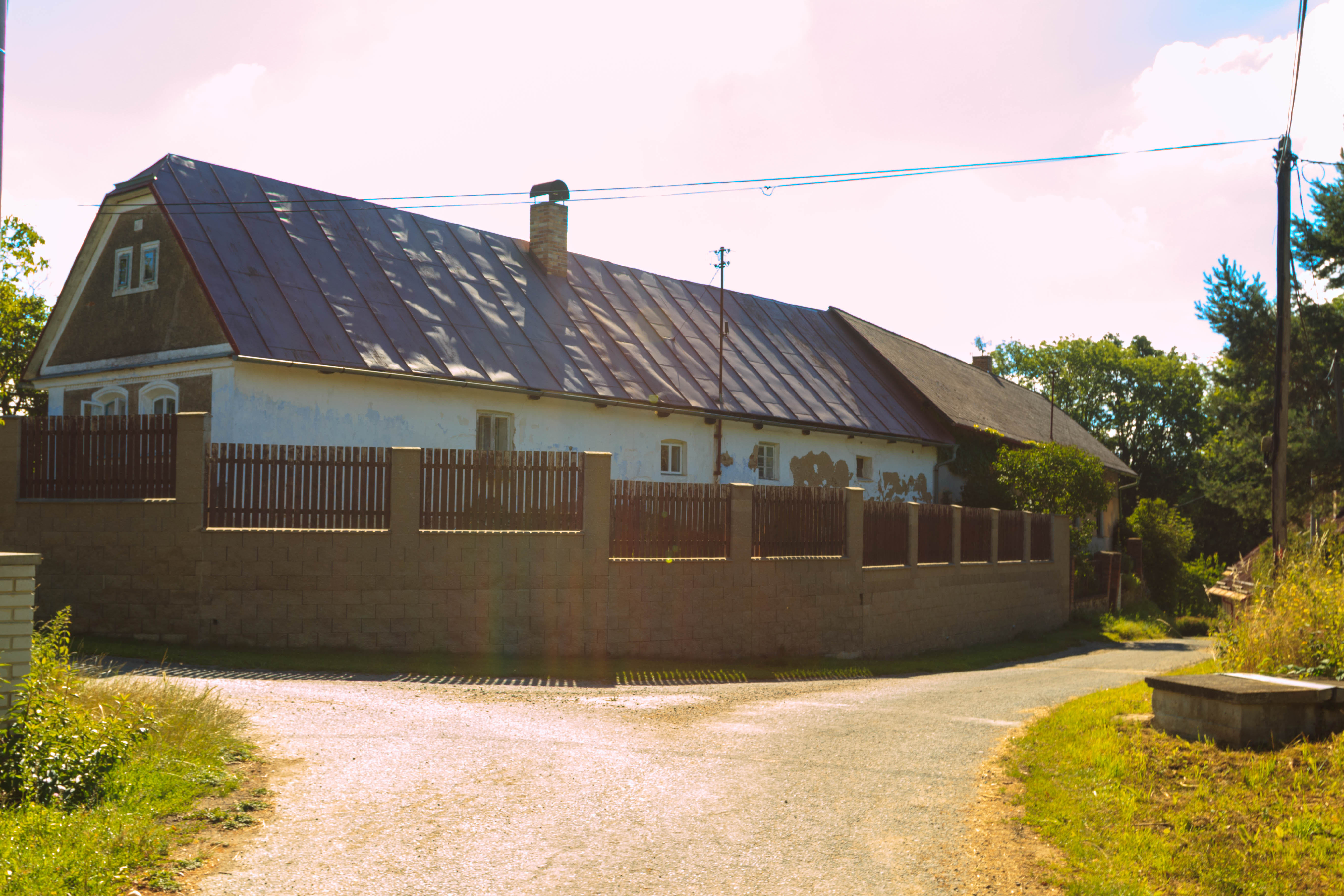
Zhoř čp. 47
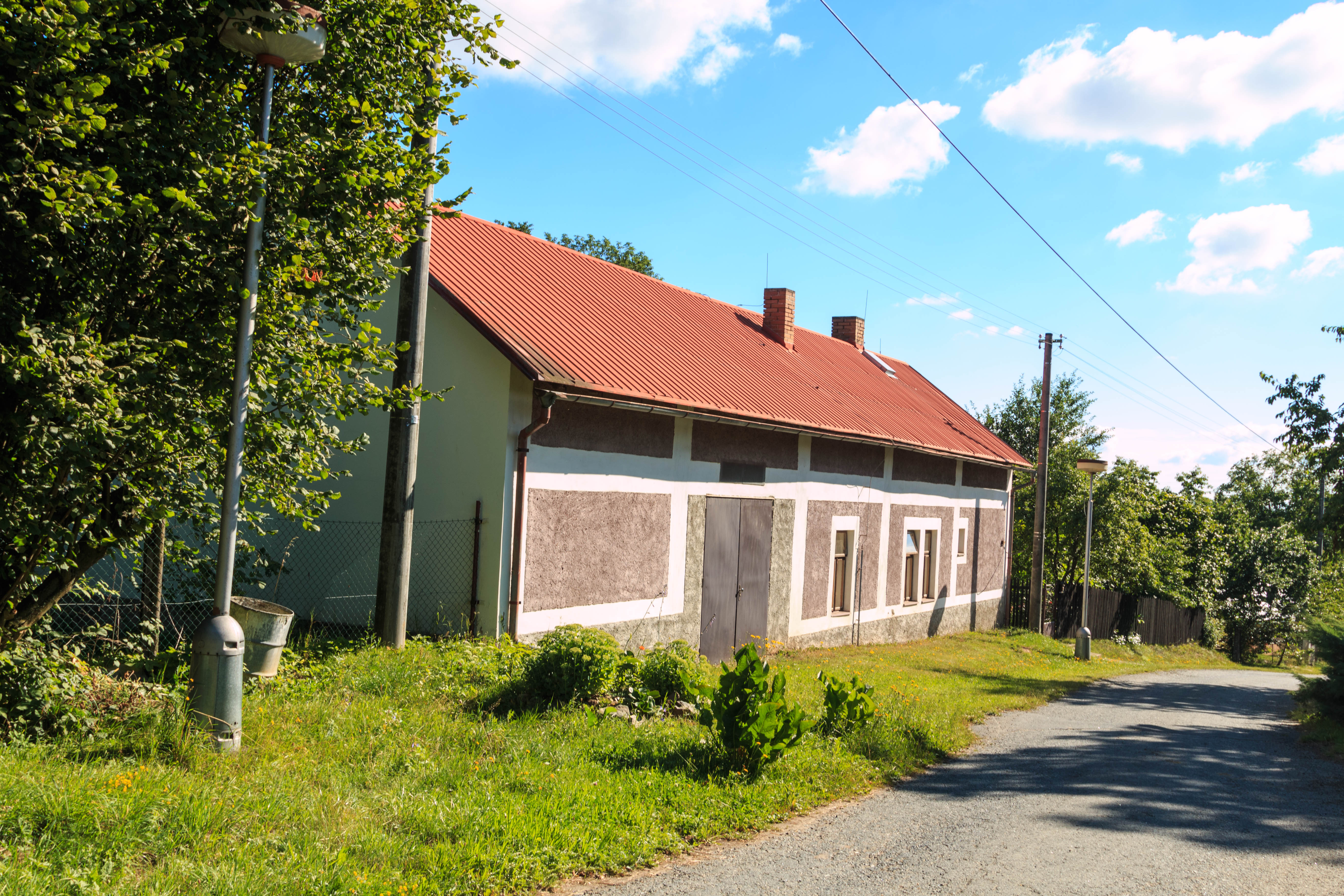
Zhoř čp. 19
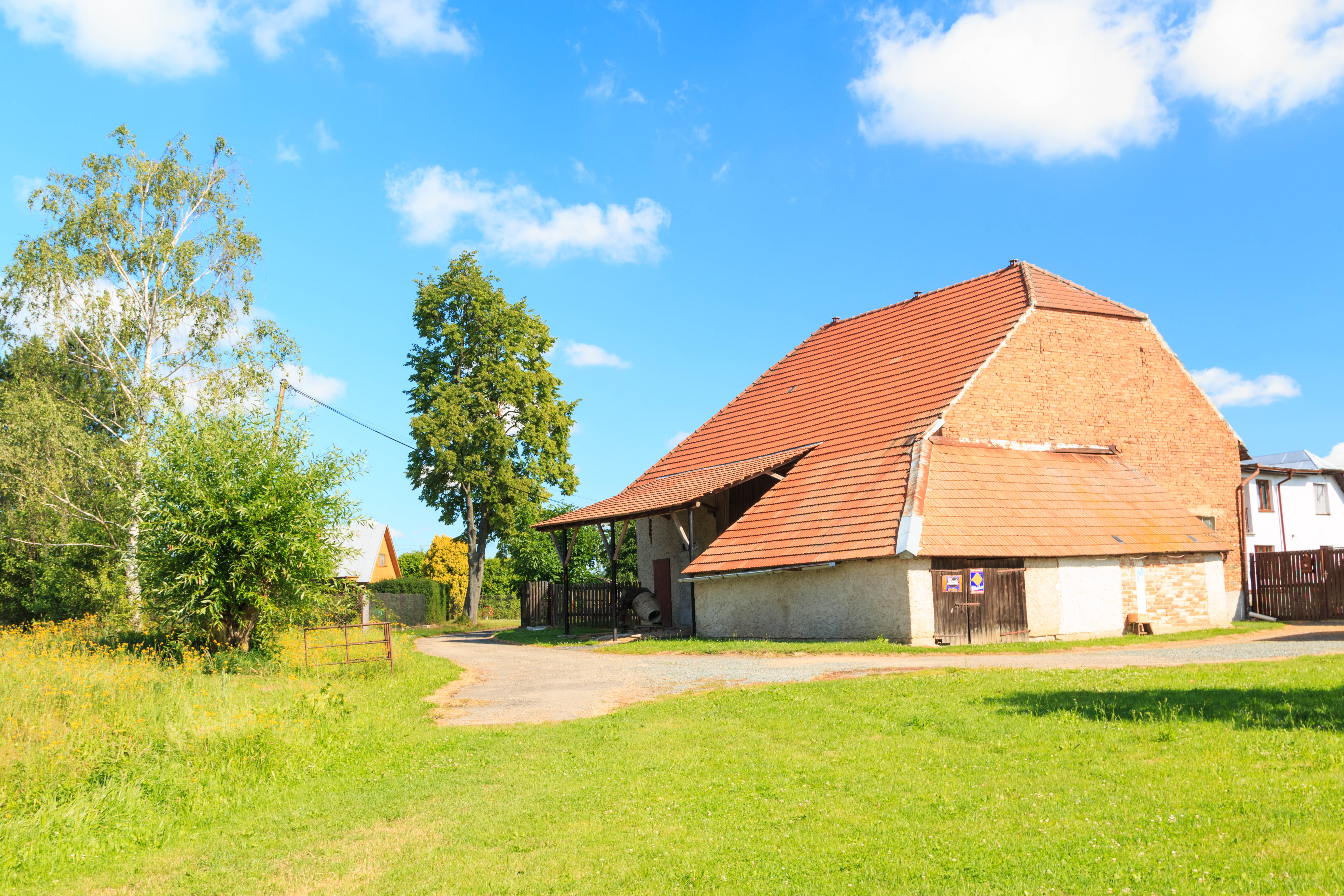
Zhoř č. 34